# بريتش ريل كلاس 373
بريتش ريل كلاس 373 (بالإنجليزية: British Rail Class 373)‏ هو قطار كهربائي فائق السرعة صنع عن طريق شركة ألستوم سنة 1994 ويمر هذا القطار ب3 بلدان فرنسا ، بريطانيا وبلجيكا.